# Pascal-Désir Maisonneuve

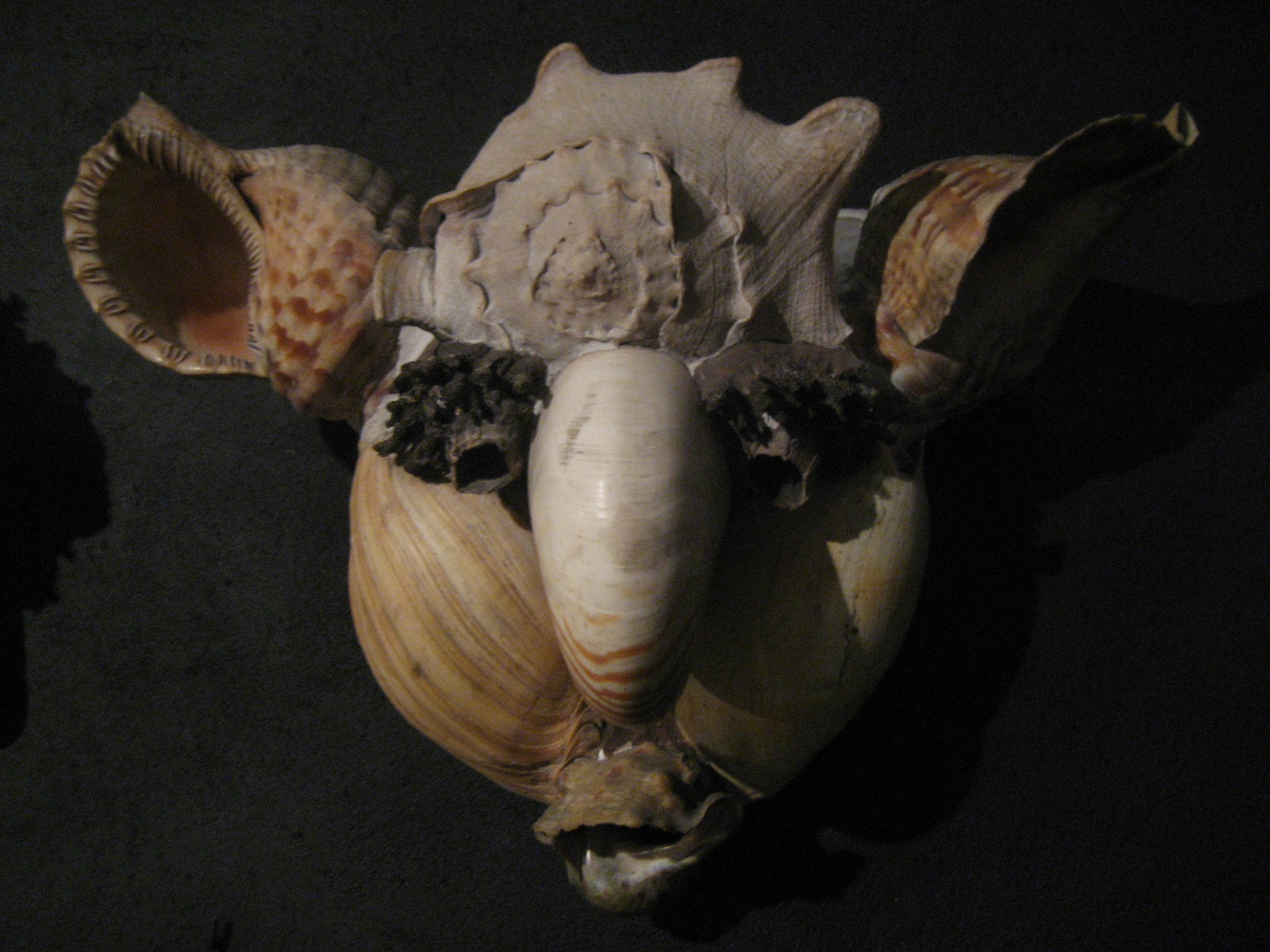
La Tête aux larges oreilles, Lausanne, Collection de l'art brut.

Pascal-Désir Maisonneuve, né Désir Pascal Mainsonneuve le 8 mai 1863 à Bordeaux et mort dans la même ville en 1934, est un sculpteur et mosaïste français d'art brut.

## Biographie
Pascal-Désir Maisonneuve apprend le métier de mosaïste avec son père et il ouvre une boutique à Bordeaux, près de la place Meriadeck où se tient le marché aux puces. Cet athlète doué d'une belle voix de basse a chanté jusque vers 1907 à l'église, avant de se fâcher définitivement avec le clergé qui deviendra la cible de son courroux, un curé lui ayant intenté un procès en 1908. À partir de cette époque, il a été connu pour son esprit frondeur, manifestant par les moyens les plus cocasses ses sentiments anarchistes et anticléricaux . Antiquaire et brocanteur à la fois, il collectionne plus qu'il ne vend, tout en poursuivant son travail de mosaïste qui lui vaut en 1898 les palmes académiques, et en 1928 la récompense de meilleur ouvrier de France pour trois de ses réalisations : le portrait en mosaïques de Sadi Carnot, la tête d'une muse, et un faisan doré. Sa célébrité actuelle doit beaucoup à une série de masques en coquillages qu’il a réalisés dans sa soixantaine. En 1948, André Breton l'a fait connaître à Jean Dubuffet, qui a aussitôt collectionné des pièces de son travail et l'a intégré à la collection de l'art brut dont il fera une exposition célèbre à la galerie René Drouin en 1949. Cette exposition et la suivante, en 1967 au musée des arts décoratifs de Paris, feront connaître Pascal-Désir Maisonneuve à un public plus large. On dispose de peu d'informations sur sa vie et certaines se contredisent, notamment quant à son âge au moment de certains évènements.

## Du bon chrétien à l'anticlérical
Pascal-Désir Maisonneuve apprend le métier de mosaïste auprès son père, « mais dès l'âge de seize ans, il se montra collectionneur et brocanteur par vocation Il réalisait des mosaïques gallo-romaines qui figurent aux musées de Périgueux et de Bordeaux et ornait de ses travaux quelques châteaux des environs. »
D'un tempérament impulsif, il pouvait être généreux envers ceux qui lui plaisaient, ou féroce à l'égard de ceux qui avaient provoqué sa colère. Michèle Edelmann rapporte  aussi qu'il s'intéressait à tous les arts et toutes les époques, faisant volontiers des cadeaux à des amis, mais que vendre « lui déchirait le cœur »
Pascal Désir était un athlète (1,71 m, 96 kg). Ayant pratiqué le sport dans sa jeunesse, il pouvait « développer 85 kg à bras tendus. »
Il aurait été marin au long cours et aurait ramené de ses voyages sous les tropiques masques africains et océaniens, coquillages et coraux,. La base Joconde ne donne pas de durée ni de lieux. De plus, les biographies de Michel Thévoz, et celle de Michèle Edelmann dans le Fascicule de l'art brut 3, ainsi que la Collection de l'art brut de Lausanne, insistent beaucoup sur le fait que Maisonneuve a très tôt amassé des coquillages qu'il trouvait sur les marchés. Il en possédait de pleines caisses.
Sa vraie passion consiste à dénicher, depuis qu’il a seize ans, des objets insolites et des œuvres d’art de toutes les époques, qu’il expose dans sa boutique située à Bordeaux. Cependant, ce brocanteur atypique ne peut imaginer se départir d’une pièce de sa collection.
Les  informations sur la biographie  de Maisonneuve sont  à relativiser  au vu d'informations publiées par la presse de l'époque. Michèle Edelmann rapporte  que « bon catholique, il fut chantre à l'église jusqu'à l'âge de trente-sept ans. À partir de cet âge, et pour toujours, il retira sa voix et sa confiance aux représentants du clergé qui, en de curieuses circonstances, venaient de motiver son courroux […] Maisonneuve avait acheté à un prêtre de Bordeaux le contenu de son grenier […] il trouva dans une châsse renfermant des reliques de Saint-Pierre. Sacs filigranés d'or, et reliques du même métal furent vendus bon prix à un anglais de Royan.  Cependant le prêtre lui intenta un procès […] Vingt et un agents vinrent, paraît-il, chez un Maisonneuve révolté, qui, le lendemain, avertit  son ami, chef de la Sûreté, de ne point accompagner ses gens la prochaine fois : il  possédait une salle pleine de munitions et menaçait de la faire sauter au nez de la police. Finalement Maisonneuve gagna son procès, mais ne cessa de se moquer des prêtres. »
Le Temps du 10 septembre 1908 rapporte le procès de Maisonneuve avec l'abbé Roussot, ce qui porterait l'âge de Pascal Désir au moment des faits à 44-45 ans. 
Pendant très longtemps, à la suite de cet épisode, Maisonneuve expose à la devanture de sa boutique un goupillon et un seau d'eau avec l'affichette rédigée par lui : « Objet prénommé goupillon - Pour bénir les trop couillons ». Il prétendait aussi que les prêtres venaient lui demander à deux genoux d'ôter ces objets, mais on n'a aucune preuve sur ce dernier point.

## Esprit frondeur et dérision
À partir de cette époque, Maisonneuve se fait connaître par son esprit frondeur : il aime à manifester par les moyens les plus cocasses ses sentiments anarchistes et anticléricaux,,. « L'homme avait l'esprit tenace. À peu près à la même époque, Il avait dressé un perroquet à l'anarchie : “À bas la République, Vive la Révolution !” criait l'oiseau sur l'épaule de son maître qui faisait la tournée de la place Mériadeck. La police voulut le lui faire vendre ou tuer. Maisonneuve hissa le drapeau rouge sur le toit de sa maison et lui adjoignit le volatile qui chantait la Révolution. Il avait alors dans les quarante ans. »
Michel Thévoz, qui a par ailleurs étudié le travail de l'artiste beaucoup plus largement, dans un livre sur l'Art Brutajoute dans Collection de l'art brut (Institut suisse pour l'étude de l'art, 2001) : « il a fréquemment maille à partir avec la police, du fait de ses opinions antimilitaristes et anticléricales trop affirmées ». Le même auteur souligne dans Art brut (Éditions Rizzoli, 1976) : « il est connu pour son mépris truculent des autorités, ne manquant pas une occasion pour manifester ses opinions anarchistes et anticléricales. ».
Maisonneuve est aussi considéré comme anarchiste par Jean-François Maurice, qui se proclamait libertaire et créateur de la Revue Gazogène, dans un article : Le temps de/dans l'art brut paru sur le site de l'éditeur en ligne André Versaille en 2008 . L'anarchisme de Maisonneuve est encore évoqué, dans un passage sur les artistes d'art brut considérés comme héritiers de l'esprit Dada dans le volume 2 de l'ouvrage Dada and Beyond, Dada and Its Legacies.
Maisonneuve aime railler la politique et inventer des chansons satiriques sur les grands de ce monde, mais, selon le « Collectif l'Art Brut » il n'a jamais manifesté d'opinions politiques partisanes. À la fin de sa vie, « l'après-midi, après son habituel tour de la place Meriadeck, il s'enfermait dans son atelier et travaillait à la réalisation de ses masques. »
Selon Michel Thévoz, le système des beaux-arts qui fonctionnait autant par la mise en vedette que par l'intimidation, n'a pu que décourager les individus peu doués pour la vie sociale, comme le sont les auteurs de l'art brut. « Mais il y a plus grave : le dressage éducatif est tel que chaque individu, même marginal, intériorise les instances critiques en redoublant leur sévérité. » Pour cette raison Pascal-Désir Maisonneuve ne se considérait pas comme un artiste. Il a toutefois exposé en 1925 à la Galerie Visconti à Paris, et son exposition a fait l'objet d'une critique élogieuse dans la rubrique « vie artistique » du Figaro. En 1949, exposé à la galerie René Drouin, comme tous les artistes de l'art brut présentés alors par Jean Dubuffet Citation|il ne l'était toujours pas et les deux masques présentés par André Breton font partie des objets qui firent scandale. 
Le peintre cubiste André Lhote a déjà souligné l'amour de l'art chez ce personnage atypique. Lhote rapporte avoir rencontré en 1906 à Bordeaux « un nommé Maisonneuve, dont les cartes de visite affirmaient qu'il était reconnu “maître mosaïste par le roi d'Italie” […], et qui charriait alors des trésors artistiques […]. Désir Maisonneuve possédait, à l'état brut, l'amour de la peinture : ce goût particulier qui n'a rien à faire avec la culture […] et qui est comme un flair spécial, une sorte de finesse qu'on peut rencontrer chez des êtres fort simples et dont sont dépourvus pas mal d'intellectuels et de gens très distingués . » Mais aussi que le personnage, au bas de ses sculptures, rédige des  textes en vers [avec lesquels] il « dispense l'encens aux bons et brandit la foudre sur les méchants en vers alexandrins, que n'eut pas désavoués le maître de Plaisance, »

## Son œuvre
Dans un esprit de dérision, il fabrique une quinzaine de figures  représentant, avec une acerbe ironie, les grands de ce monde avec des coquillages marins de grandes dimensions qu'il a acquis aux marchés aux puces ou chez des collectionneurs particuliers. Ce sont des « caricatures », effigies de la Reine Victoria, acquise en 1948 par André Breton,, Guillaume II dit le Kronprinz et son fils, Napoléon III et d'autres réunis sous le titre Les Fourbes à travers l'Europe. Mais il a aussi créé des anonymes baptisés Le Tartare, Le Chinois, Le Teuton. Font également partie de ses créations les masques : Le Diable, Le Faune et La Chouette.

Michel Thévoz commente son évolution artistique : 

« […] il confectionnait ses effigies de souverains et de politiques dans un esprit de dérision […]. Mais le mobile parodique s'effaçant peu à peu, il semble que ces travaux l'aient mené à une interrogation philosophique de l'expression du visage. Les peintres et les poètes ont souvent fait remarquer l'attraction impérieuse qu'exerce la physionomie humaine dans l'espace imaginaire. »

 Et, comparant la démarche de Maisonneuve à celle d'Henri Michaux, Thévoz s'interroge sur cette « polarisation physionomique . » 

« Les visages de Maisonneuve exercent une étrange fascination. La transposition de la figure humaine dans un registre de matériaux insolites vise d'abord à l'exempter de la personne dont elle est le support, de la libérer par conséquent du réseau de significations psychologiques […], de donner à voir le fonctionnement de la machine physionomique, d'en démonter le mise en scène […]. »

Ses œuvres les plus connues restent les masques de coquillages qu'il cessa d'exécuter en 1928.  On ne connait pas très bien sa production entre 1928 et 1934 date de sa mort. Même la base Joconde, citant le peintre Edmond Boissonnet, ou André Lhote, des proches de l'artiste ne donnent aucune indication sur ses travaux de mosaïste à l'exception de ceux qui lui valurent les palmes académiques et le titre de meilleur ouvrier de France, ni sur les masques qu'il aurait pu produire après 1928, mais dont on ignore tout.
En 1928, âgé de 65 ans, Pascal-Désir Maisonneuve a été nommé meilleur ouvrier de France pour l'exécution du portrait en mosaïque de Sadi Carnot, d'une tête de muse et d'un faisan doré. Selon Edmond Boissonnet, « Il fut un homme curieux, original, en marge de la société, une belle âme, dans un physique puissant, une force de la nature, toujours disponible avec les artistes, lui-même en était un sans le savoir. ».
Il est à peu près certain que comme Guillaume Pujolle, Pascal Désir a commencé à pratiquer la caricature dans un esprit de raillerie, mais surtout parce que les deux artistes « s'abstiendront de considérer leurs travaux comme des œuvres d'art, pour n'avoir pas à les légitimer devant les tribunaux du goût dont on leur a inculqué le respect. Dans la plupart des cas, ils invoquaient un prétexte tout à fait étranger à l'esthétique pour justifier leur production (du moins au départ; ensuite, quand leur imagination s'est enfiévrée, ils ne se soucient plus d'inventer un alibi). »
Ceci explique pourquoi, finalement, Pascal-Désir a fini par signer de son nom et inscrire de sa main le titre de la sculpture-assemblage L'Éternelle infidèle, coiffée de coraux,  masque acquis par Jean Dubuffet qui en a acheté neuf pour sa collection, et qu'il a ensuite donné à la Collection de l'Art Brut.
En conclusion, selon Michel Thévoz, les têtes de Maisonneuve vont au-delà de la caricature et de la cocasserie, elles nous font passer du sourire à l'angoisse.
Il reste très peu de pièces de Pascal Désir, au point que certains sites de vente offrent aussi « à la manière de », composition coraux, coquillages et plâtre sur panneau de bois laqué vert. Certains ont atteint des prix très élevé en même temps que l'Art brut était très prisé des collectionneurs. En 2003, Lucienne Peiry chiffre cet engouement.

## Rattachement artistique
Pascal-Désir est un homme doté d'une influence certaine dans les milieux littéraires et artistiques bordelais, et réputé, selon son ami et protégé André Lhote, avoir un goût solide en matière de peinture. De son vivant, Pascal-Désir Maisonneuve ne se réclamait d'aucun courant. La première exposition posthume qui lui est consacrée en 1935, se fait dans le cadre du salon annuel des « Artistes Indépendants Bordelais », créé par Edmond Boissonnet, avec qui il était ami, et qui détenait deux de ses masques, L'Africain et Le Chinois, dont l'existence ne sera révélée que plusieurs années après sa succession. 
En 1947, André Breton découvre au marché aux puces de Saint-Ouen deux de ses masques. Après les avoir acquis, il les présente à l'exposition internationale du surréalisme. Pour Fabrice Flahutez, si le mouvement surréaliste s'approprie, « préempte » les masques de Maisonneuve, « c'est parce qu'il correspond exactement aux nouveaux choix esthétiques du mouvement » .
Parallèlement, André Breton, se passionne pour l'art brut, et crée la Compagnie de l'Art brut avec Jean Dubuffet. Il sait que ce dernier est à la recherche d'œuvres pour monter une exposition et qu'il fréquente lui aussi les puces. L'année suivante, en 1948, il signale à Dubuffet le masque de L'Éternelle Infidèle, repérée à Saint-Ouen. Celui-ci s'y rend en juin pour l'acquérir. Plus que la recherche de nouveauté qui motive André Breton, plus que l'intention, c'est la recherche d'objets aux matériaux simples, inhabituels qui attire Dubuffet. Jean Dubuffet complète par la suite sa collection, et organise l'exposition de 1949 à la galerie René Drouin. Pour l'exposition de 1967, c'est lui qui rédige le catalogue et  réunit les notices sur chaque artiste présenté au Musée des arts décoratifs de Paris. Les notices sont extraites des fascicules de l'art brut, dont la majorité a été rédigée par Dubuffet lui-même, et qui comportait à cette date seulement 8 publications. Pascal-Désir Maisonneuve fait partie des  artistes représentatifs de l'art brut.

## Quelques œuvres

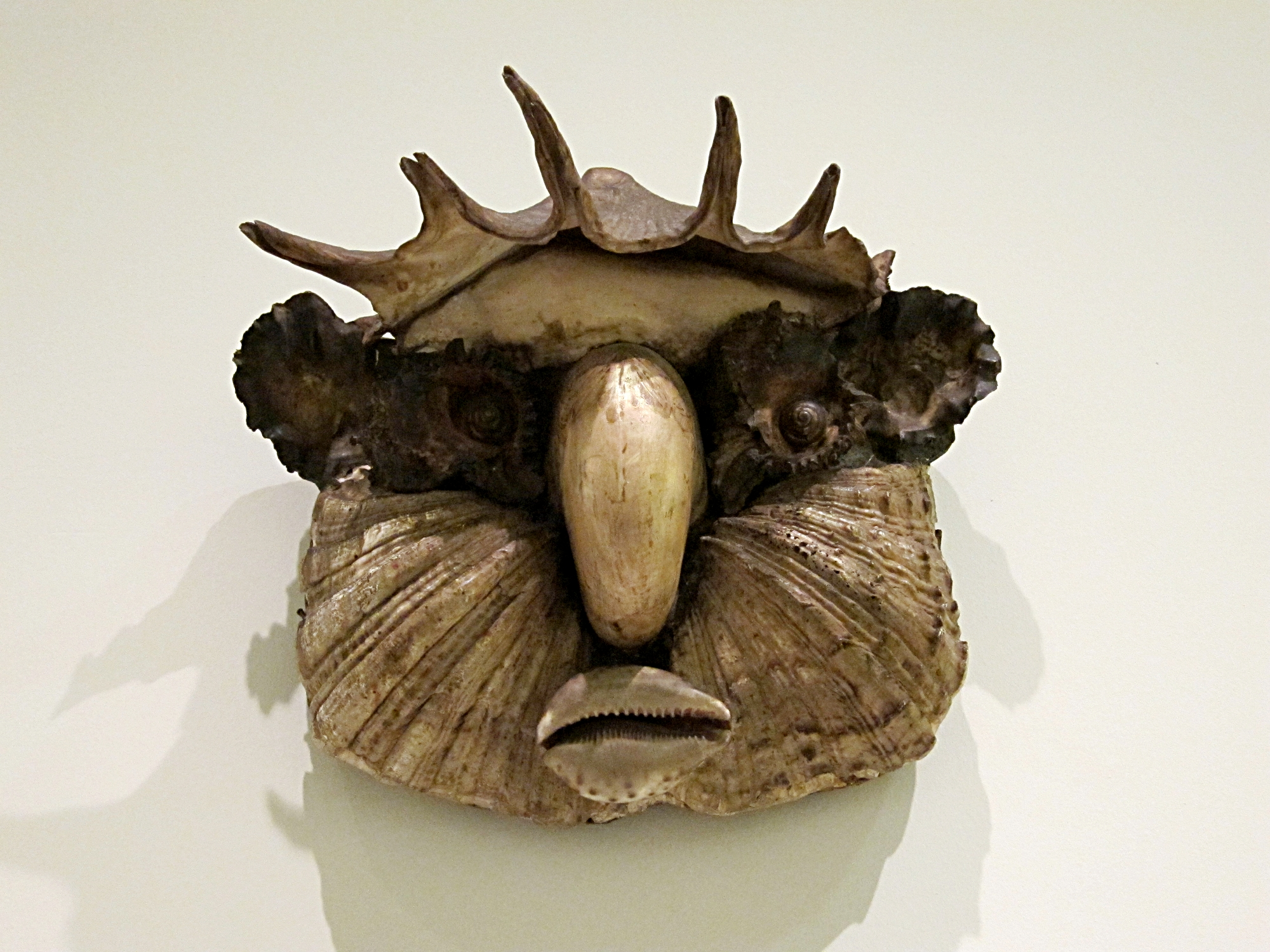
La Reine Victoria (vers 1927-1928), Lille Métropole Musée d'art moderne, d'art contemporain et d'art brut.

- L'Africain, musée des beaux-arts de Bordeaux[34]
- La Reine Victoria, Lille Métropole Musée d'art moderne, d'art contemporain et d'art brut[35]
- Le Chinois, musée des beaux-arts de Bordeaux[4]
- Tête cornue, Collection de l'art brut de Lausanne[36]
- Le Diable, Collection de l'art brut de Lausanne
- L'Éternelle Infidèle, 42 cm Collection de l'art brut de Lausanne[37].
- Le Tartare, 18 cm[13],
- Le Teuton, 47,8 cm[13],
- Tête aux larges oreilles 42 cm [13]
- Le Faune, masque aux yeux triangulaires, casque cornu et coquillage divers, 28 cm[13]
- Le Kronprinz assemblage de coquillages, 29 cm[13]
- Tête de femme 33 cm[26]
- Tête 14 cm[38].

## Expositions
En 1925, il expose pour la première fois des masques à Paris, à la Galerie Visconti rue de Seine, sous le titre « Les Fourbes à travers l'Europe ».
En 1929, il expose au premier « Salon de l'Art français indépendant », créé à Paris par le peintre fauve Victor Dupont, titrant ses masques  « les habitants de la planète Mars ».
En 1935, après son décès, certains de ses masques sont exposés au salon annuel des Artistes indépendants de Bordeaux.
En 1947: à l'initiative de André Breton, deux de ses masques sont présentés lors de l'exposition internationale du surréalisme, à la galerie Maeght, à Paris. Il s'agit de La Reine Victoria et une Tête dont Breton disait qu'elle ressemblait à Apollinaire. 
En 1949, Maisonneuve est exposé à la Galerie René Drouin, Place Vendôme à Paris, avec les artistes réunis par Jean Dubuffet dans la Collection d'art brut qui deviendra en Suisse la Collection de l'art brut. Ils sont plus de 200  et Dubuffet publie un traité : L'Art brut préféré aux arts culturels qui fait scandale.
En 1967, c'est encore à Paris qu'il se fait le mieux connaître  avec l'exposition Sélection de la Compagnie de l'Art brut au Musée des arts décoratifs de Paris, du 7 avril au 5 juin 1967. Le catalogue de l'exposition offre une notice sur chaque artiste dont une seule œuvre a été choisie. Pour Pascal-Désir, c'est Le Kronprinz assemblage de coquillages, 29 cm, qui est en vedette.
En 2004, Bobines d'art brut, exposition collective où  Maisonneuve était la tête d'affiche de l'exposition du 20 mars au 5 septembre à Lausanne.